# 小川原辰雄
小川原 辰雄（おがわら たつお、1928年2月18日 - 2019年2月5日）は、日本の医師、内科医、昆虫研究者。勲等は旭日双光章、従六位。紺綬褒章受章者。長野県小県郡青木村名誉村民。青木村の青木診療所で長年所長を務め地域医療に貢献し、ハチ刺し症によるアナフィラキシーの治療や事例報告で多くの功績を残した。昆虫研究でも、青木村に信州昆虫資料館を開館させ館長を務め、長野県産昆虫の収集、情報発信などに貢献した。

## 生涯
長野県東筑摩郡坂井村（現筑北村）に生まれる。長野県松本中学校（現長野県松本深志高等学校）に進学。1年生の時にジャン・アンリ・ファーブルの「昆虫記」を読み、昆虫への憧れを深める。太平洋戦争下の軍事教練でキャンプを張った聖高原でもこっそりチョウの採集をするほどであった。卒業後は横浜医科大学 (旧制)（現横浜市立大学医学部）に進学し、1953年3月に卒業し医師となる。信州大学医学部第一内科で糖尿病の研究をしていたが、農村医療に興味を持ち、1959年に王滝村診療所に赴任。1961年に郷里に隣接する青木村の青木診療所に着任し、以来半世紀以上にわたって村唯一の医師として診療や往診、夜間の急患対応を行い、村民の病気やけがの治療に尽くした。
信州の典型的な農村である青木村で唯一の医療機関となる診療所で多くの村民を診察したことを通じ、高血圧や脳卒中など、生鮮食品が手に入りづらく塩分過多の保存食に頼った長野県に多かった病気の分析や予防啓発に努めた。特に村内ではハチに刺された患者が多く、アナフィラキシーなどへの対処法が確立していなかった時代から研究を続け治療の専門家となり、「ハチ博士」と親しみを込めて呼ばれた。長野県小県郡や東御市などの医療機関でつくる小県医師会の会長も務めた。
学生時代からの昆虫への関心は終生衰えず、個人で昆虫の採集や文献収集を続けていた。75歳だった2003年、元は農協関係の保養施設だった建物の活用策として、標本や文献を公開する信州昆虫資料館を開設。館長としてたびたび昆虫をテーマに講演したり、昆虫採集会を開いたりするなど、昆虫の魅力の情報発信にも携わった。同じくチョウの採集家として知られた元総務大臣の鳩山邦夫とも親交があり、長野県のチョウにまつわる共著も出版した。
「生涯現役」をモットーに2018年10月まで村民の診察に当たっていたが、体調が悪化し、2019年2月5日、呼吸不全のため青木村の自宅で死去した。90歳没。同月17日に村民葬が営まれた。

## 表彰歴
- 1981年 紫綬褒章
- 1988年 日本医師会最高優功賞
- 1990年 読売新聞社医療功労賞
- 1991年、2011年 長野県知事表彰
- 1992年、2000年 長野県医師会表彰
- 2013年 旭日双光章

## 著作
- 『白夜の旅人』（1973年、桜花書林）
- 『糖尿病管見：論文集』（1984年、桜花書林）
- 『博物誌：内科医の生物体験』（1985年、桜花書林）
- 『信州一農村を診断する：青木村の診療録』（1987年、桜花書林）
- 『蜂刺症』（1992年、桜花書林）
- 『地域医療序説』（1993年、桜花書林）
- 『青木村医療史』（1994年、桜花書林）
- 『村医110話』（1995年、銀河書房）
- 『医事断章』（1996年、桜花書林）
- 『身近な危険：ハチ刺し症』（2002年、クリエイティブセンター）
- 『虫とたわむれ、自然と暮らす』（日本昆虫協会長野支部編、茅野実らとの共著、2005年、クリエイティブセンター）
- 『信州 浅間山麓と東信の蝶』（鳩山邦夫との共著、2014年、クリエイティブセンター）
- 『人を襲うハチ 4482件の事例からの報告』（2019年、山と溪谷社）[8]